# 走り始めたばかりのキミに/ティアドロップス
『走り始めたばかりのキミに/ティアドロップス』は、2016年12月7日に発売されたPoppin'Partyの3rdシングルであり、バンドにとっては初の両A面シングルとなる。
表題曲「ティアドロップス」はテレビアニメ『BanG Dream!』第1期2018年再放送版のエンディングテーマに使用された。
通常盤（BRMM-10056）とBlu-ray付生産限定盤（BRMM-10055）の二種類がリリースされ、Blu-rayには同年4月24日に開催された「BanG Dream! First☆LIVE Spain’ PARTY 2016!」のライブ映像および「走り始めたばかりのキミに」のミュージックビデオ（ショートバージョン）が収録される。また、それぞれジャケットイラストが異なる。
なお、両盤共通の初回生産特典として「Poppin’Party 3rdライブ チケット先行抽選申込券」が封入されていた。

## 収録曲

### CD（生産限定盤・通常盤共通）
- 全作詞：中村航、全作曲：上松範康（Elements Garden）

▲はボイストラックを示す。
1. 走り始めたばかりのキミに [4：19]
  - 編曲：藤永龍太郎（Elements Garden）
2. ティアドロップス [3：37]
  - 編曲：末益涼太（Elements Garden）[10]
3. 走り始めたばかりのキミに（instrumental）
4. ティアドロップス（instrumental）
5. クリスマス☆〜戸山香澄〜▲ [1：13]
  - 出演：戸山香澄（愛美）
6. クリスマスの発見〜花園たえ〜▲ ［1：20］
  - 出演：花園たえ（大塚紗英）
7. クリスマスの楽しみ〜牛込りみ〜▲ ［1：26］
  - 出演：牛込りみ（西本りみ）
8. クリスマスは戦い?〜山吹沙綾〜▲ ［1：22］
  - 出演：山吹沙綾（大橋彩香）
9. いっそ冬眠したい〜市ヶ谷有咲〜▲ ［1：30］
  - 出演：市ヶ谷有咲（伊藤彩沙）

### Blu-ray（生産限定盤のみ）
BanG Dream! First☆LIVE Sprin’PARTY 2016! ライブ映像
1. Yes! BanG_Dream!
2. GLAMOROUS SKY
  - 歌：戸山香澄（愛美）、OA：NANA starring MIKA NAKASHIMA
3. God knows…
  - 歌：牛込りみ（西本りみ）、OA：涼宮ハルヒ（平野綾）
4. 空色デイズ
  - 歌：花園たえ（大塚紗英）、OA：中川翔子
5. DISCOTHEQUE
  - 歌：市ヶ谷有咲（伊藤彩沙）、OA：水樹奈々
6. 一番の宝物
  - 歌：山吹沙綾（大橋彩香）、OA：Girls Dead Monster
7. ティアドロップス
8. ぽっぴん’しゃっふる
9. 走り始めたばかりのキミに
10. Yes! BanG_Dream!
11. STAR BEAT!〜ホシノコドウ〜
12. 「走り始めたばかりのキミに」アニメーションミュージックビデオ（ショートバージョン）

## 広報
2ndシングル「STAR BEAT!〜ホシノコドウ〜」発売記念イベントの中で、本作の発売が告知された。

## チャート成績
2016年12月19日付オリコン・週間シングルチャートで週間10位を記録し、Poppin'Partyの最高順位を更新する。なお、週間10位以内を獲得するのは、プロジェクトおよびユニットを通して今作が初であり、2017年5月にRoseliaのシングル「BLACK SHOUT」がオリコン週間7位を記録するまでは、プロジェクト関連作品の最高順位であった。

## 評価
ライターの中里キリは、WebNewtypeに寄せた「BanG Dream! First☆LIVE Sprin'PARTY 2016!」のレポートの中で、「走り始めたばかりのキミに」について、愛美と西本りみと大塚紗英の3人が奏でる音が前面に出た分厚いバンドサウンドであると評価し、新たな定番になるだろうとしている。
株式会社ブシロード代表取締役社長兼CEOの木谷高明がpoppin partyの楽曲で一番好きな曲として本作を挙げてる。

## ミュージックビデオ
「走り始めたばかりのキミに」のミュージックビデオは2016年11月13日に、「ティアドロップス」のミュージックビデオは2017年8月21日に公開された。
スタッフ（走り始めたばかりのキミに）
- 監督 - 大槻敦史
- 絵コンテ・演出 - 野中剛
- キャラクター原案 - ひと和
- キャラクターデザイン - 仁多マツコ
- 美術監督 - Scott MacDonald
- 色彩設計 - 小島真喜子
- CGIディレクター - 松浦真也
- CGI - SMDE
- 撮影監督 - 魚山真志
- 編集 - 新見元希
- アニメーション制作 - ISSEN ×XEBEC

スタッフ（ティアドロップス）
- 監督 - 山下敏幸（ステロタイプ）
- CGIディレクター - 松浦真也
- アニメーション制作 - SMDE